# Calamia deliciosa
Calamia deliciosa là một loài bướm đêm thuộc họ Noctuidae. Nó được tìm thấy ở Afghanistan.